# Albert Mahaim
Albert Mahaim (Momignies, 13 januari 1867 – Lausanne, 29 maart 1925) was een Belgisch psychiater die in Zwitserland werkte.
Hij begon zijn medische opleiding in Luik en zette die voort in Parijs bij de neuroloog Jules Dejerine. Deze gaf in 1893 in een brief aan Auguste Forel hoog op van Mahaim, die daarop door Forel werd uitgenodigd naar Zürich te komen, waar hij vervolgens de anatomie van zenuwen bestudeerde, onder andere de nervus trigeminus. In 1902 zouden Forel en Mahaim samen het boek Crime et anomalies mentales constitutionnelles – la plaie sociale des déséquilibrés à responsabilité diminuée publiceren. Daarnaast werkte Mahaim voor Constantin von Monakow die hem met een microtoom coupes liet maken van een laesie in de linker pariëtale kwab. Von Monakow verwerkt de kennis die hij zo opdeed in zijn monografie Gehirnpathologie (1897).
Mahaim keerde terug naar Luik, maar werd in 1899 aangesteld tot hoogleraar psychiatrie aan de Universiteit van Lausanne en was van 1899 tot 1925 tevens directeur van de kantonnale psychiatrische inrichting Bois de Cery in Prilly (district Lausanne. In 1901 werd Georges Gilles de la Tourette in zijn kliniek opgenomen, na bemiddeling door Mahaims vriend Jean-Baptiste Charcot, een zoon van Jean-Martin Charcot. Voor Mahaim vormde arbeidstherapie de essentiële behandelingsmethode voor geestesziekte.
Mede door toedoen van Mahaim werd in Zwitserland in 1908 een verbod op absint ingevoerd, nadat de Zwitserse boer Jean Lanfray in 1905 onder invloed van twee glazen absint zijn vrouw en dochtertje had vermoord.
Hij overleed in 1925 na een operatie. Tijdens de Eerste Wereldoorlog was zijn zoon gesneuveld.
- Base de données des élites suisses: 81031
- Gemeinsame Normdatei: 1160329583
- International Standard Name Identifier: 0000 0003 7063 1986
- Nederlandse Thesaurus van Auteursnamen: 116675365
- Istituto Centrale per il Catalogo Unico: RT1V032715
- Système universitaire de documentation: 175667101
- Virtual International Authority File: 249950671
- WorldCat: E39PBJfh9JjmmCdd7gDKDFWv73